# Mumbwa, Zambia
Mumbwa, este un oraș în provincia Centrală, Zambia, situat pe Marea Șosea de Vest.